# Lotta libera ai Giochi della XVII Olimpiade - Pesi medi
La competizione della categoria pesi medi (fino a 79 kg) di lotta libera dei Giochi della XVII Olimpiade si è svolta dal 1º al 6 settembre 1960 alla Basilica di Massenzio a Roma.

## Formato
Ad ogni incontro venivano assegnate le seguenti penalità:
- 0 = Al vincitore per schienata
- 1 = Al vincitore ai punti
- 2 = In caso di pareggio
- 3 = Allo sconfitto ai punti
- 4 = Allo sconfitto per schienata

Con sei penalità o più il lottatore veniva eliminato. I tre lottatori rimasti disputavano un torneo finale con i risultati acquisiti nel precedenti turni.

## Risultati
| Legenda                                  | Legenda |
| ---------------------------------------- | ------- |
| Lottatore con 6 penalità o più Eliminato |         |

### 1º Turno
Si è disputato il 1º settembre.
| Vincitore           | Pen. | Risultato  | Sconfitto            | Pen. |
| ------------------- | ---- | ---------- | -------------------- | ---- |
| Takashi Nagai       | 0    | Schienata  | Ronald Hunt          | 4    |
| Géza Hollósi        | 2    | = Parità = | Prodan Gardzhev      | 2    |
| Hasan Güngör        | 0    | Schienata  | Julio Graffigna      | 4    |
| Fred Thomas         | 0    | Schienata  | Mansour Mahdizadeh   | 4    |
| Hans Antonsson      | 0    | Schienata  | Viljo Punkari        | 4    |
| Madho Singh         | 0    | Schienata  | Alan Butts           | 4    |
| Ed DeWitt           | 1    | Ai Punti   | Germano Caraffini    | 3    |
| Georg Utz           | 0    | Schienata  | Henri Mottier        | 4    |
| Giorgi Skhirt'ladze | 0    | Schienata  | Mohammad Asif Khokan | 4    |
| Muhammad Faiz       | 0    | Esentato   |                      |      |

### 2º Turno
Si è disputato il 2 settembre.
| Vincitore            | Pen. | Risultato | Sconfitto         | Pen. |
| -------------------- | ---- | --------- | ----------------- | ---- |
| Takashi Nagai        | 1    | Ai Punti  | Muhammad Faiz     | 3    |
| Géza Hollósi         | 2    | Schienata | Ronald Hunt       | 8    |
| Hasan Güngör         | 1    | Ai Punti  | Prodan Gardzhev   | 5    |
| Fred Thomas          | 1    | Ai Punti  | Julio Graffigna   | 7    |
| Mansour Mahdizadeh   | 5    | Ai Punti  | Hans Antonsson    | 3    |
| Viljo Punkari        | 4    | Schienata | Alan Butts        | 8    |
| Madho Singh          | 0    | Schienata | Germano Caraffini | 7    |
| Ed DeWitt            | 1    | Schienata | Henri Mottier     | 8    |
| Giorgi Skhirt'ladze  | 0    | Schienata | Georg Utz         | 4    |
| Mohammad Asif Khokan | 4    | Esentato  |                   |      |

### 3º Turno
Si è disputato il 3 settembre.
| Vincitore       | Pen. | Risultato  | Sconfitto            | Pen. |
| --------------- | ---- | ---------- | -------------------- | ---- |
| Muhammad Faiz   | 4    | Ai Punti   | Mohammad Asif Khokan | 7    |
| Géza Hollósi    | 3    | Ai Punti   | Takashi Nagai        | 4    |
| Prodan Gardzhev | 5    | Schienata  | Fred Thomas          | 5    |
| Hasan Güngör    | 3    | = Parità = | Mansour Mahdizadeh   | 7    |
| Hans Antonsson  | 4    | Ai Punti   | Madho Singh          | 3    |
| Georg Utz       | 5    | Ai Punti   | Viljo Punkari        | 7    |
| Ed DeWitt       | 2    | Ai Punti   | Giorgi Skhirt'ladze  | 3    |

### 4º Turno
Si è disputato il 5 settembre.
| Vincitore           | Pen. | Risultato | Sconfitto     | Pen. |
| ------------------- | ---- | --------- | ------------- | ---- |
| Prodan Gardzhev     | 6    | Ai Punti  | Takashi Nagai | 7    |
| Hasan Güngör        | 4    | Ai Punti  | Géza Hollósi  | 6    |
| Hans Antonsson      | 4    | Schienata | Fred Thomas   | 9    |
| Giorgi Skhirt'ladze | 4    | Ai Punti  | Madho Singh   | 6    |
| Ed DeWitt           | 3    | Ai Punti  | Georg Utz     | 8    |
|                     |      | Ritirato  | Muhammad Faiz | 8    |

### 5º Turno
Si è disputato il 6 settembre.
| Vincitore           | Pen. | Risultato  | Sconfitto      | Pen. |
| ------------------- | ---- | ---------- | -------------- | ---- |
| Hasan Güngör        | 4    | Schienata  | Ed DeWitt      | 7    |
| Giorgi Skhirt'ladze | 6    | = Parità = | Hans Antonsson | 6    |

## Classifica finale
| Pos.    | Atleta               | Nazione          |
| ------- | -------------------- | ---------------- |
| Oro     | Hasan Güngör         | Turchia          |
| Argento | Giorgi Skhirt'ladze  | Unione Sovietica |
| Bronzo  | Hans Antonsson       | Svezia           |
| 4       | Ed DeWitt            | Stati Uniti      |
| 5       | Prodan Gardzhev      | Bulgaria         |
| 5       | Géza Hollósi         | Ungheria         |
| 5       | Madho Singh          | India            |
| 8       | Takashi Nagai        | Giappone         |
| 9       | Georg Utz            | Germania         |
| 10      | Fred Thomas          | Nuova Zelanda    |
| 11      | Muhammad Faiz        | Pakistan         |
| 12      | Viljo Punkari        | Finlandia        |
| 12      | Mansour Mahdizadeh   | Iran             |
| 12      | Mohammad Asif Khokan | Afghanistan      |
| 15      | Julio Graffigna      | Argentina        |
| 15      | Germano Caraffini    | Italia           |
| 17      | Alan Butts           | Gran Bretagna    |
| 17      | Henri Mottier        | Svizzera         |
| 17      | Ronald Hunt          | Australia        |